# Iphigenia robusta
Iphigenia robusta är en tidlöseväxtart som beskrevs av John Gilbert Baker. Iphigenia robusta ingår i släktet Iphigenia och familjen tidlöseväxter. Inga underarter finns listade i Catalogue of Life.